# 엄마는 초등학교 4학년
엄마는 초등학교 4학년(일본어: ママは小学4年生)은 선라이즈가 제작하고 1992년 1월 10일부터 같은 해 12월 15일까지 닛폰 TV에서 금요일 17:00-17:30에 방영되었던 TV 애니메이션이다. 약칭은 "마마4(일본어: ママ4)" (마마욘(일본어: ママよん)).

## 개요
15년 후의 미래로부터 온 자신의 아기를 초등학교 4학년 소녀가 기른다는 타임 패러독스를 설정으로 한 홈 드라마. '천진난만 아기에게 휘둘리는 아이들과 아이들에게 더 휘둘리는 어른들'이라는 코미디 터치를 기조로 삼고 부모 자식 간의 사랑과 육아와 일의 양립 등과 같은 주제가 담겨져 있다. 선라이즈가 여아를 대상으로 제작한 애니메이션은 2012년에 "아이카츠" 시리즈가 방송되기 전까지 본 작품이 유일무이하였다. SF 작품으로서의 요소는 적지만 1993년 일본 SF 대회의 성운상 미디어 부문에서 수상하였다.
본작의 오프닝 스토리보드(그림 콘티)는 토미노 요시유키가 담당하였다.

## 줄거리
1992년, 도쿄 근교에 사는 미즈키 나츠미는 유메가오카 초등학교에 다니는 4학년 소녀. 부모님의 사정으로 런던으로 이사를 가게 되었지만 급작스러운 사정으로 부모님은 먼저 런던으로 떠나게 되고 나츠미는 혼자서 밤을 보내게 된다. 천둥번개가 치고 폭풍우가 내리는 밤 속에 몸을 떨며 거실에서 TV를 보고 있던 도중 갑자기 벼락과 함께 TV 화면에서 아기가 튀어나온다. 당황하고 있던 때에 아기와 함께 나타난 콤팩트에서 어머니로 추정되는 사람의 목소리가 들려온다. 다음날 다시 들려온 목소리의 이야기에 따르면 무려 그녀는 15년 뒤인 2007년의 나츠미 자신이고, 아기는 미래의 자신이 낳은 딸이라는 것이다. 이상한 일이지만 나츠미는 아기에게 미라이라는 이름을 지어주고 무사히 미래로 돌아갈 수 있는 날까지 일본에 남아 키우기로 결심한다. 이렇게 아기와 어린 엄마의 성장 스토리가 시작되었다.
미라이짱이 일으키는 소동에 휘둘리는 나츠미이지만 티격태격 싸우는 야마구치 다이스케와 가장 친한 친구인 모리 타마에, 타치바나 에리코, 미래에서 온 육아 아이템, 불평하면서도 근본은 상냥한 시마무라 이즈미 이모 등의 도움으로 경험이 없는 육아 속에서 여러 가지 것을 배워간다.
하지만 어느 날, 주간지 라이터가 아기의 존재를 눈치채고 만다. 언론에 '10살 엄마'로 거론되면서 나츠미 주변에 위기가 닥친다. 때마침 자칭 천재 과학자 에지씨의 타임머신이 완성 직전이 되고, 타임 슬립이 일어나는 것은 크리스마스 밤으로 밝혀진다. 언론과 주위 어른들의 악의 속에서 나츠미 일행은 미라이짱을 무사히 미래에 돌려보낼 수 있을 것인가.

## 등장인물

### 주요 인물
미즈키 나츠미 (일본어: 水木 なつみ (みずき なつみ))
성우 - 코오로기 사토미
생일：10월 25일 / 별자리：전갈 / 나이：10살 / 신장：132cm / 체중：29kg / 혈액형：B형 / 좋아하는 음식：스파게티 / 싫어하는 음식：비린내 나는 것 / 특기 과목：국어, 체육 / 서투른 과목：특별히 없음 / 특기：외발자전거, (육아), 프로레슬링 기술 / 잘 못하는 것：숙제(최근) / 취미：인형 모으기, 요리
본 작품의 주인공. 유메가오카 초등학교에 다니는 4학년 소녀. 공부는 그다지 좋아하지 않지만 그림을 잘 그리고 스포츠에 만능인 반의 인기인. 활발하고 기운이 넘치며 프로레슬링을 좋아하고 같은 또래의 남학생을 싸움으로 이기는 등 말괄량이적인 면이 있는 반면, 외동으로 자란 탓인지 응석받이에 외로움을 많이 타는 면도 있다. 같은 반 친구인 류이치에게 호감을 가지고 있다.
미라이(미래에서 온 자신의 아기)를 키우느라 소동에 휘둘리는 나날을 보내지만 타고난 건강함과 주변 사람들의 도움으로 극복해내고 육아를 통해 다양한 것을 배우며 성장해나간다.
최종화에서는 런던으로 이사를 떠나며 2년 후에는 같은 중학교로 돌아오겠다고 타마에와 에리코와 약속했다.
미라이 (일본어: みらい)
성우 - 요시다 히로코, 이토 미키(10살, 드라마 CD에서만 등장)
나이：1살 미만 / 신장：80cm / 체중：9kg / 혈액형：B형 / 좋아하는 음식：계란, 우유 / 싫어하는 음식：간 / 특기：뽀비와 구멍 파기, 강아지 흉내내기 / 버릇：손가락을 빠는 것
15년 후(2007년)의 미래에서 타임슬립해 온 나츠미와 다이스케의 딸. 토끼 귀와 꼬리가 달린 분홍색 커버올 유아복이 트레이드마크이며 여름에는 비슷한 반팔 형태의 유아복을 입고 외출 시에는 토끼 귀 모자를 썼다. 씩씩하고 호기심 많은 아기로 이리저리 뛰어다니면서 소동을 피우며 나츠미와 주위 사람들을 휘두른다. 그러나, 현재의 나츠미에게서 자라면서 조금씩 성장해나간다.
시마무라 이즈미 (일본어: 島村 いづみ (しまむら いづみ))
성우 - 이쿠라 카즈에
생일：9월 2일 / 별자리：처녀 / 나이：20세 / 신장：165cm / 체중：53kg / 혈액형：O형 / 좋아하는 음식：어떤 것이든 좋아(컵라면, 스낵 과자, 맥주) / 싫어하는 음식：근사한 것(하지만 먹을 수 있다면 뭐든지 좋아) / 특기：한 손 팔굽혀펴기, 메가톤 펀치 / 싫어하는 것：동물 전반(특히 개), 아기(시끄러워서) / 버릇：무언가 막히면 바로 펀치를 휘두른다 / 취미：프로레슬링 보기
나츠미의 이모. 만화가 데뷔를 목표로 어시스턴트 일을 하고 있다. 폭력적인 만화를 그리고 있지만 나츠미는 소녀 만화로 된 따뜻한 그림을 그리는 것이 더 어울린다고 생각한다. 월세 체납으로 이전에 살던 아파트에서 쫓겨나 언니의 가족이 런던행을 간 동안 집을 봐주는 과정에서 언니 집에서 살게 되었다. 성격은 난폭하고 털털하며 집안일은 질색이고 개와 아기를 싫어한다. 자동차 운전은 매우 난폭하다. 그래서인지 남성어가 많다. 자전거는 어릴 적 기억 때문에 잘 타지 못한다. 애니메이션 전개 초반에는 나츠미나 미라이에게 유치한 심술을 부리는 등 어른답지 않게 행동하는 일이 많았지만 그녀들과 함께 생활하면서 조금씩 의지가 되는 상냥한 이모가 되어간다. 주위에서는 미라이를 낳은 미혼모로 알려져있다.
47화에서 폭력 만화에서 전향하여 나츠미와 미라이를 모델로 꼬마 엄마라는 작품을 그렸다. 최종화에서는 이 작품으로 인해 신인상을 수상해 염원하던 데뷔를 이룬다. 본편 종료 후의 드라마 CD에서는 많은 어시스턴트들을 안고 있는 잘 나가는 만화가가 되었다는 사실을 타마에와 에리코가 말한다.
뽀비 (일본어: ボビー))
성우 - 야마자키 타쿠미
나츠미의 애완견. 아직 젊지만 약간 멍청한 면이 있다. 나츠미가의 런던 전근때 아는 사람의 집에 맡겨지게 되었다가 돌아왔다. 개를 싫어하는 이즈미에게는 눈엣가시로 여겨지고 있다. 현명한 면도 있어 나츠미나 이즈미가 종종 미라이를 돌봐달라고 떠맡긴다. 미라이의 좋은 놀이 상대가 되고 있지만, 미라이가 일으키는 소동에 휘말렸다가 낭패를 보는 경우가 많다. 또한, 모은 것을 땅 속에 묻는 버릇이 있다. 15년 후의 미래에도 살아서 등장하고 있다. 한 번은 암캐에 반해 쫓아가다가 어느 마을에서 미아가 되어 3일 동안 돌아오지 못한 적이 있다.
야마구치 다이스케 (일본어: 山口 大介 (やまぐち だいすけ))
성우 - 타카노 우라라(10살), 시바모토 히로유키(25세)
생일：7월 14일 / 별자리：게 / 나이：10살 / 신장：135cm / 체중：32kg / 혈액형：AB형 / 좋아하는 음식：카레 / 싫어하는 음식：곤약, 한펜 / 특기 과목：수학, 이과, 도공, 체육 / 서투른 과목：국어 / 특기：BMX, 축구, 스케이트보드, 기계에 전반적으로 강함 / 싫어하는 것：주사 / 취미：TV게임, 스케이트보드, 무선 조종
나츠미의 동급생, 이른바 또 다른 주인공. 뒤로 묶은 장발과 왼쪽 귀의 피어스가 특징인 소년. 자주 나츠미를 놀리며 티격태격하지만 나츠미와 미라이가 위기에 처했을 때는 반드시 도와주는 등 만일의 경우에는 의지가 되는 존재(예를 들면 나츠미가 미라이를 홀로 내버려두었을 때 그녀의 뺨을 후려치는 등). 방영 당시에는 흔하지 않았던 노트북을 조작하거나(사용하고 있는 노트북은 Power Mac Book S9000) 비디오 영상의 감독을 맡는 등 다재다능한 모습을 보여준다. 본가는 200년의 전통이 있는 오래된 된장집 '야마구치 타로자에몽 상점'이다. 두 살 때 부모가 이혼하면서 친어머니와 생이별했다. 그래도 계모 사와코와 이복 동생인 다이헤이와는 사이가 좋다. 머리끈과 왼쪽 귀의 피어스는 친어머니가 남긴 것이다. 본편 종료 후의 드라마 CD에서는 마찬가지로 친어머니가 남긴 머리장식을 나츠미에게 준다. 말버릇은 "바보 같아(일본어: バッカみてぇ)", "젠장(일본어: ちくしょー)" 등. 장래의 꿈은 영화감독이 되는 것.
다이스케가 미라이의 아버지인 것은 오프닝이나 본편에서 암시되고 있지만(왼쪽 귀 피어스 등) 시청자에게 명시되는 것은 최종화의 엔딩 자막에서이다.

### 나츠미 주변의 인물들

#### 나츠미네 반 동급생들
타마에, 에리코, 류이치, 마리오, 히데오 이외의 학생들은 그다지에 눈에 띄지 않는 경우가 많았고(대사가 적거나 없는 등), 1~6화까지는 크레딧에 남학생 또는 여학생으로 표기되었다(크레딧에 없는 경우도 있었다). 그러나, 9화 이후의 이야기에서는 메인으로 등장하는 경우가 많아졌다.
모리 타마에 (일본어: 森 タマエ (もり タマエ))
성우 - 마루오 토모코
생일：12월 1일 / 별자리：궁수 / 나이：10살 / 신장：129cm / 체중：32kg / 혈액형 O형 / 좋아하는 음식：중화 요리 / 싫은 음식：프랑스 요리(소스가 싫어) / 특기 과목：없음… / 서투른 과목：체육 / 특기：요리 / 싫어하는 것：달팽이 / 특기：카드점
나츠미의 소꿉친구이며 동급생. 통통한 체형의 소녀. 나츠미와 에리코와 친하게 지내며 항상 3명이 함께 있다. 아버지가 중화 요리점을 운영하고 있다. 여동생이 3명있다. 남을 잘 돌보며, 미라이에 관한 것을 알고 나서는 에리코와 함께 나츠미를 도와준다. 또 나츠미를 위해 큰 전병을 만들기도 했다. 에리코에 의하면 "화낼 때는 굉장히 무섭지만 다음날에 화가 풀려있다"는 것 같다. 장래희망은 스튜어디스가 되는 것.
타치바나 에리코 (일본어: 立花 えり子 (たちばな えりこ))
성우 - 시라토리 유리
생일：6월 14일 / 별자리：쌍둥이 / 나이：10살 / 신장：131cm / 체중：29kg / 혈액형：A형 / 좋아하는 음식：딸기 쇼트케이크 / 싫어하는 음식：피망, 당근, 셀러리 / 특기 과목：음악 / 서투른 과목：이과, 체육 / 특기：피아노 / 싫어하는 것：번개 / 취미：승마
나츠미의 소꿉친구이며 동급생. 타마에와 친한 사이이다. 차분하고 조용한 아가씨로 조금 비뚤어진 면이 있지만 만일의 경우에는 의지가 강한 모습을 보이기도 한다. 특기는 피아노로 학교 음악회에도 참가하고 있다. 토끼 인형이 보물. 장래희망은 해외 청년 협력대가 되는 것.
후카자와 류이지 (일본어: 深沢 龍一 (ふかざわ りゅういち))
성우 - 시노하라 아케미
생일：4월 5일 / 별자리：양 / 나이：10살 / 신장：135cm / 체중：31kg / 혈액형：A형 / 좋아하는 음식：함박 스테이크 / 싫어하는 음식：호박 요리 / 특기；이과, 사회 / 서투른 과목：음악 / 특기：영어 회화, 축구 / 취미：축구
나츠미의 동급생. 성실한 성격으로 반장을 맡고 있다. 성적이 우수하고 스포츠도 잘해서 나츠미가 동경하는 아이. 장래에는 동물학자가 되어 아프리카에 가서 산악고릴라의 연구를 하는 것을 꿈꾸고 있다.
마리오 비토리 (일본어: マリオ・ヴィットーリ))
성우 - 카네마루 준이치
생일：7월 18일 / 별자리：게 / 나이：10살 / 신장：138cm / 체중：32kg / 혈액형：AB형 / 좋아하는 음식：피카타 / 싫어하는 음식：크림 스튜 / 특기 과목：체육 / 서투른 과목：국어 / 특기：축구, 수영, 스포츠 전반 / 싫어하는 것：우유 / 취미：기타
나츠미의 옆집에 이사 온 이탈리아인 전학생. 나츠미네 반에 전학하자마자 여자들의 인기인이 된다. 나츠미를 좋아하게 되어 인사 대신이라고 말하며 갑자기 키스를 하고 얻어맞았다. 그 후로도 나츠미가 무정하게 대해도 굴하지 않고 적극적으로 구애하고 있다. 축구를 잘하며 팀의 주장이자 득점왕이었던 다이스케도 승부에서 압도하고 있다. 우유 알레르기 때문에 아기에 약해서 미라이에게 접근할 수 없다.
하나다 히데오 (일본어: 花田 英夫 (はなだ ひでお))
성우 - 야마구치 캇페이
나츠미의 옆집에 사는 동급생. 꼼꼼한 성격으로 공부를 좋아한다. 특히 과학에 강한 관심을 보이고 있다. 어머니인 미도리의 말을 거역할 수 없어 그녀에게 휘둘리는 면이 있다. 시리즈 종반에서는 에지의 조수로 활약했다.
오노치 후미오 (일본어: 小野地 文夫 (おのじ ふみお))
성우 - 야마자키 타쿠미, 카시와쿠라 츠토무(2화에서만)
나츠미의 동급생으로 다이스케와 어울리는 나쁜 친구. 성격은 덜렁거리고 경박하다. 갈색 피부에 둥근 얼굴의 작은 체구의 소년. 마루와 함께 있는 경우가 많으며 그의 멍청이 역이다. 또, 그를 비롯한 아래의 남자 3명이 다이스케와 어울리는 나쁜 친구이며 나츠미를 놀리며 웃고 있는 경우가 많다. 장래희망은 F1레이서가 되어 우승하는 것.
아베노 마루 (일본어: 阿部野 丸 (あべの まる))
성우 - 누마타 유스케
나츠미의 동급생으로 다이스케와 어울리는 나쁜 친구. 마이페이스이며 싹싹한 성격. 쳐진 눈에 파마 머리를 한 몸집이 큰 소년. 후미오와 함께 있는 경우가 많으며 그의 츳코미 역이다. 나쁜 친구들 중에서 등장빈도가 가장 많다.
토도노 유스케 (일본어: 戸々 祐介 (とど ゆうすけ))
성우 - 마키시마 나오키
나츠미의 동급생으로 다이스케와 어울리는 나쁜 친구. 입은 험하지만 상냥한 성격이라 마음이 많이 약하다. 뚱뚱한 체형의 소년으로 퍼레이드에서는 그 비만인 몸에 수자폰이 걸려버렸다. 그러나 외모에 비해 걸음이 빠르다.
혼다 미치모토 (일본어: 本田 道元 (ほんだ みちもと))
성우 - 챠후린, 반도 나오키(5화에서만)
나츠미의 동급생으로 다이스케와 어울리는 나쁜 친구. 성격은 태평하며 반에서 제일 키가 큰 소년. 다른 남자에 비해 덜 튀고 대사도 적다(웃음소리는 예외. 단독 대사를 들을 수 있는 것은 5화와 9화 정도). 그 때문인지 그림자가 옅은 인상이 강하다. 딱 한번 다이스케에게 이름으로 불린 적이 있었다.
이노쿠마 나요 (일본어: 猪熊 ナヲ (いのくま ナヲ))
성우 - 마츠이 타카코 → 스즈키 아키코(20화 이후)
나츠미의 동급생. 파마머리에 치켜올라간 눈의 소녀. 쿨하고 보이시한 성격. 취향인 남자는 미남.
유메야 사리 (일본어: 夢谷 紗利衣 (ゆめや さりい))
성우 - 나카무라 타마오
나츠미의 동급생. 트윈 테일의 소녀. 성벽은 차분하다. 덧붙여 마루의 말에 의하면 "네 부모님은 학교 선생님이지?"답게 그 때문인지 해외에는 못 간다. 그녀도 장래에 학교 선생님이 되는 것이 목표이다.
아마모리 우시오 (일본어: 有森 潮 (ありもり うしお))
성우 - ? → 요코야마 치사(20화만) → 오오타니 이쿠에(25화 이후)
나츠미의 동급생. 머리끈이 특징인 소녀. 깔끔한 성격.
타카시마야 키요코 (일본어: 高島家 漬子 (たかしまや きよこ))
성우 - ? → 코자쿠라 에츠코(6화만) → 카키누마 시로(9화 이후)
나츠미의 동급생. 안경을 쓴 두뇌파 소녀이. 성격은 착실한 성격. 다른 여자에 비해 튀는 이야기가 많다. 여동생이 있다.
유키야마 오토네 (일본어: 雪山 乙女 (ゆきやま おとめ))
성우 - 코야마 유카 → ?
나츠미의 동급생. 과묵하고 무표정이지만 무언가 분명하게 하는 성격을 가진 미소녀이며 의외로 신비로운 면도 보인다.

#### 기타
야마구치 다이헤이 (일본어: 山口 大平 (やまぐち だいへい))
성우 - 나카무라 타마오
다이스케의 이복동생. 나이는 1살이다. 어머니는 다이스케의 아버지의 후처. 다이스케에 응석을 부리며 자주 그를 따라다닌다. 조카에게는 항상 놀아나고 있어 약간 거북해하고 있다.
쥴리에타 비토리 (일본어: ジュリエッタ・ヴィットーリ)
성우 - 사카모토 치카
생일：9월 25일 / 나이：4살 / 신장：110cm / 몸무게：19kg / 혈액형：B형 / 좋아하는 음식：바바로아 / 싫어하는 음식：타코, 새우 / 특기：(일본어) / 싫어하는 것：귀신의 집 / 버릇：사물을 가만히 쳐다보는 것 / 취미：보물 수집
마리오의 여동생. 보물을 모으는 것을 좋아하고 미라이를 인형 마리아와 착각하고 있다. 다이헤이를 '우노(이탈리아어로 '1'을 의미)라고 부르며 결혼했다고 생각하고 있는 등, 조금 조숙한 면이 있다.
타카하시 치구사 (일본어: 高橋 ちぐさ (たかはし ちぐさ))
성우 - 야마자키 와카나
나츠미네와 같은 학교에 다니는 아이로 6학년. 아버지가 영화 감독이며 본인도 TV에 출연하는 유명한 아역. 기가 세고 제멋대로인 면이 있어, 다이스케에게 '치구자도'라고 불리지만, 치구사 본인은 다이스케의 비디오 영상이나 애드립 연기를 높이 평가했다.
오오카와 히로시 (일본어: 大川 博司 (おおかわ ひろし))
성우 - 챠후린
나츠미네 반인 4학년 2반의 남자 담임교사. 나이는 27세이며 독신이다. 미덥지 못한 면이 있지만 학생을 생각하는 선생님이며 나츠미네 반 아이들로부터 존경받고 있다. 이즈미와 알게 되면서 그녀에게 호의를 갖게 된다. 한 번은 맹장염에 걸려 병원에 실려간 적이 있었다.
오노 츠루 (일본어: 小野 つる (おの つる))
성우 - 야마다 레이코
나츠미네가 다니는 학교인 유메가오카 초등학교의 교감. 고풍스러운 의상을 입은 중년 여교사. 그녀의 여학교 시절에 제자였던 교장 선생님의 요청으로 2학기부터 전임해왔다. 학생들을 사랑하며 늘 조리있게 행동하는 좋은 교육자이지만 규율에 엄격하고 잔소리가 심한 면이 있어 학생들에게는 '오니즈루 선생님'이라는 별명으로 불리며 무서워한다. 이즈미와는 나츠미와 미라이를 놓고 말다툼을 한 적도 있지만 최종화에서 이즈미가 주간지 라이터의 비열한 언동에 격분하여 주먹을 휘둘렀을 때는 "훌륭합니다!"라고 말하며 그녀를 칭찬했다.
교장 선생님 (일본어: 校長先生 (こうちょうせんせい))
성우 - 타츠 이쿠코
유메가오카 초등학교의 교장을 맡고있는 여교사. 교감인 오노 츠루 선생은 그녀의 여학교 시절 선생님. 오오카와 선생님이 입원했을 때, 나츠미네 반의 담임이 되기도 했다. 이즈미의 입원으로 나츠미가 학교에서 미라이를 돌보다가 발각되었을 때는 오노 츠루의 성급한 의견에 반대하며 향후 미라이의 처우에 대해 학교의 직원 회의에서 결정할 것을 제안했다. 그 후 이즈미의 부상이 나은 상태에서도 나츠미 일행이 미라이가 학교에 와주었으면 해서 소동을 벌였을 때는 상냥하게 타일러 그것을 포기하게 만들었다.
미즈키 루리코 (일본어: 水木 るり子 (みずき るりこ))
성우 - 카와시마 치요코
나츠미의 어머니이자 이즈미의 언니. 결혼 전에는 패션 디자이너였지만 나츠미가 태어난 후에는 일을 그만두었다. 시리즈 도중에서는 일본에 남겨두고 온 나츠미를 걱정해 런던에 데리고 가기 위해 귀국한 적도 있다. 최종화에서는 비행기 안에서 두 번째 아이를 임신한 것을 나츠미에게 말해서 나츠미를 기쁘게 했다.
미즈키 코우사부로 (일본어: 水木 浩三郎 (みずき こうさぶろう))
성우 - 다와라 아루노
나츠미의 아버지. 회사 사정으로 런던으로 전근을 가게 되었다.
미즈키 키누요 (일본어: 水木 絹代 (みずき きぬよ))
성우 - 스즈키 레이코
나츠미의 친할머니. 시골에서 키운 야채를 미즈키네 집에 가져오기도 하였다. 11명의 아이들을 키운 육아의 대 베테랑으로 아기에 대해 잘 안다. 나츠미가 미라이를 자신의 딸이라고 처음으로(함께 살고 있는 이즈미를 제외하고는) 털어놓은 사람이기도 하다.
시마무라 코하루 (일본어: 島村 小春 (みずき こはる))
성우 - 타케구치 아키코
나츠미의 외할머니이자 루리코와 이즈미의 어머니. 부티크를 경영하며 해외를 누비고 있다. 활동적이고 기가 세지만 이즈미와 마찬가지로 개를 무척 싫어한다.
하나다 미도리 (일본어: 花田 ミドリ (はなだ ミドリ))
성우 - 쿄다 히사코
히데오의 어머니. 아들을 몹시 사랑하고 있으며 꽤나 과보호하는 면이 있다. 동네의 스피커적인 존재로, 시리즈 초반에는 미라이가 와서 시끄러워진 미즈키네의 모습을 살피러 오기도 했다. 건강에는 자연식이 제일이라는 것이 지론.
야마구치 사와코 (일본어: 山口 佐和子 (やまぐち さわこ))
성우 - 시마모토 스미
다이스케의 계모이자 다이헤이의 어머니. 기모노 차림의 상냥한 여성으로 다이스케로부터 존경받고 있다. 최종화에서는 미라이를 키운 나츠미를 칭찬하며 "반드시 미라이는 미래로 돌아갈 수 있을 거야"라며 나츠미를 격려했다.
야마구치 다이사쿠 (일본어: 山口 大作 (やまぐち だいさく))
성우 - 이나바 미노루
다이스케의 아버지. 다이사쿠는 사와코를 아내로서 존중하며 따르고 있지만 다이스케가 사와코를 "그 사람은 내 어머니가 아니야!"라고 내뱉었을 때 힘껏 후려치는 등 아버지다운 면도 묘사되었다.
조반니&소피아 비토리 (일본어: ジョバンニ & ソフィア・ヴィットーリ)
성우 - 카케가와 히로히코&요시다 리호코.
마리오와 쥴리에타의 부모님. 일본을 좋아한다고 말하고 있지만 이웃의 파티 때 촌마게 가발을 쓰거나 묘한 디자인의 핫피와 유카타를 입는 등 착각하고 있는 부분이 있다.
에지씨 (일본어: 江地さん (えじさん))
성우 - 나가이 이치로
유메가오카 마을 교외에 있는 양옥에 사는 자칭 천재 과학자. 철도팬이며 C62를 각별히 사랑한다. 조수 로봇인 츠바메군과 함께 타임머신을 비롯해 다양한 기계 제작에 힘쓰고 있다. 시리즈 종반에서는 마음대로 남의 땅에 들어가 실험에 실패하여 양옥을 폭파시켜 버린 사실이 발각되어 범죄자로 지명수배되고 만다. 그 외에도 나츠미네 학교 건물에 타임머신을 돌진시켜 벽에 큰 구멍을 뚫는 등 주위에 민폐를 끼치는 행동을 아랑곳하지 않고 많이 한다. 중간까지는 본편의 흐름과 상관없는 캐릭터였지만 막바지에 미라이의 시간여행에 반드시 필요한 인물로 묘사된다. 15년 후의 세계에서는 타임머신을 만들기 위해 돈을 모아 달아난 사기꾼으로 유명해졌다. 본편 종료 후의 드라마 CD에서는 2017년의 미래에서도 건재하고 새로운 타임머신의 연구・개발에 성공했다는 사실이 미래에서 온 미라이(10세)로부터 언급된다.
츠바메군 (일본어: ツバメくん)
성우 - 마키시마 나오키
에지씨의 조수 로봇. 이름은 제비이지만 겉모습은 역장 행세를 하고 있는 펭귄으로 울음소리도 "킷푸, 킷푸!"이다. 야구마산의 도깨비의 정체이기도 했다.
요코시마 에이지 (일본어: 横島 英二 (よこしま えいじ))
성우 - 오오츠카 호우츄
바보비사가 발행하는 주간지 '주간 더스트'의 라이터. 초등학생이 아기를 낳았다는 가십성 기사를 마구 써대며 언론을 시끄럽게 만들고 나츠미 일행을 궁지에 빠뜨린다. 이름 그대로 사악한 인물. 최종화에서 이즈미에게 "나는 재미있는 기사를 쓴다, 당신도 그런 만화를 그리면 팔릴 거야"라고 말하며 웃다가 그녀에게 맞아 기절했다.

## 등장 아이템
본 작품에서는 미라이와 함께 타임슬립해 온 미라이의 육아용품이 등장하고 이 물건들은 현실의 21세기(2007년)에서는 실현(혹은 실용화)되지 않은 과학기술로 만들어져 있다(22화에서 1992년 시점에 이미 미라이 코퍼레이션에 의해 시제품이 만들어지고 있음을 알 수 있다). 설명서와 같은 것은 없으며 스토리 전개에 수반하는 우연이나 시행 착오에 의해서 서서히 기능이 밝혀져 간다.
컴팩트(일본어: コンパクト)
15년 후의 미라이의 아버지(다이스케)가 조립했다. 미래의 나츠미와 통신할 수 있다. 통신은 미래로부터 이루어지는 경우가 대부분으로 현대에서 미래로 통신하는 것은 기본적으로 불가능하다. 또, 미라이가 울거나 위험이 닥치면 경보가 울리기 시작하고 미라이가 있는 방향을 소리와 빛으로 알려주며 거울 부분에는 현재 미라이의 상태가 세 가지 표정 패턴(웃음・울상・큰 울음) 일러스트로 표시된다. 그리고 거울에서는 별 모양의 빛이 나와 일정 시간동안 이 빛을 받은 물체의 시간을 멈출 수 있다. 안에 있는 소형 에너지 유닛에는 유메가오카의 1년분과 맞먹는 상당한 전력이 들어있어 나중에 타임머신의 동력원으로 이용된다. 같은 해 다카라(현 다카라토미)가 메인 스폰서인 '전설의 용자 다간' 16화에 잠깐 나온다.
브로치(일본어: ブローチ)
컴팩트의 부속 장치. 두 개가 한 세트로 되어 있으며 하나는 미라이의 가슴에, 다른 하나는 미래의 나츠미가 가지고 있다. 통신 기능이 있어 브로치와 컴팩트 간에 대화가 가능하다. 또한, 돌보기 가방의 센서와 연동하여 미라이가 원하는 것을 탐지할 수도 있다.
기분 좋은 플루트(일본어: ごきげんフルート)
아기가 울음을 그치는 음악(곡은 브람스의 '자장가')을 연주한다. 그래서 아기가 울고 있을 때밖에 소리가 나지 않는다.
돌보기 가방(일본어: おせわバッグ)
별 모양의 형상을 하고 있는 가방. 상단에 부착되어 있는 하트 마크 센서를 꺼내 브로치에 맞추면 아기가 생각하는 바를 읽고 기저귀, 우유와 같은 필요한 것을 꺼내준다. 비정상적으로 튼튼하여 자동차에 치여도 흠집 하나 나지 않았다.
오르골(일본어: オルゴール)
미라이의 육아용품이 아니라 1화에서 나츠미가 런던으로 전학을 가게 되자 다이스케가 준 선물. 본 작품의 엔딩 테마 '이 사랑을 미래에'의 멜로디가 흐르며, 미라이는 이 곡을 들으면 얌전해져 잠들어 버린다. 15년 뒤의 미래에도 등장한다.

## 만화
동명의 만화판이 '뿅뿅' 1992년 1월호부터 애니메이션 방영과 시기를 맞추어 연재되었었다. 작가는 나카모리 이토. 스토리는 오리지널. 단행본은 쇼가쿠칸 '차오 플라워 코믹스'에서 총 2권으로 발간되었다.

## 제작진
- 원작 - 야타테 하지메
- 캐릭터 디자인 - 카미무라 사치코
- 디자인 협력 - 서브마린, 사토 겐
- 음악 - 센쥬 아키라, 카미바야시 하야토, 카토 미치아키
- 음향 감독 - 우라카미 야스오, 코바야시 카츠요시
- 촬영 감독 - 오케다 카즈노부
- 총감독 - 이우치 슈지
- 프로듀서 - 마에다 신이치로(닛폰TV), 사가와 유우코(ASATSU), 사시다 에이지(선라이즈)
- 색채 설정 - 나가오 아키코, 나카야마 시호코
- 기획・제작 - 닛폰TV
- 제작 - ASATSU(현 ADK), 선라이즈

## 주제가
사랑을+원(일본어: 愛を+ワン) '오프닝 테마'
작사 - 이와타니 토키코 / 작곡・편곡 - 히구치 야스오 / 노래 - 마스다 히로미
이 사랑을 미래에(일본어: この愛を未来へ) '엔딩 테마'
원곡 - 모차르트 작곡 "피아노 소나타 K.545" / 작사 - 이와타니 토키코 / 작곡・편곡 - 히구치 야스오 / 노래 - 마스다 히로미

## 관련 상품

### DVD
- 『엄마는 초등학교 4학년 DVD-BOX Vol.1』 VAP, 2003년 12월 21일
- 『엄마는 초등학교 4학년 DVD-BOX Vol.2』 VAP, 2004년 3월 15일

### CD
- 『엄마는 초등학교 4학년 ~음악편~』 빅터 엔터테인먼트, 1992년 5월 21일

본편에서 사용된 곡을 수록한 사운드트랙집.
- CD 시네마 『엄마는 초등학교 4학년 ~AFTER~』 빅터 엔터테인먼트, 1993년 11월 21일

드라마 CD. 본편 종료 후 다음 해 여름에 런던에서 일시 귀국한 나츠미에게 10살이 된 미라이가 미래로부터 찾아온다는 내용. 후반부에는 '음악편'에 미수록된 곡들이 수록되어 있다.

### 서적
- 소설 『TV 드라마 시리즈 (15) 엄마는 초등학교 4학년』 글：테라시마 유, 그림：엔도 유이치, 포플러사, 1992년 8월, ISBN 4-591-04166-2
- 『THIS IS ANIMATION Special 엄마는 초등학교 4학년 -미라이 그림일기-』 쇼가쿠칸, 1993년 3월, ISBN 4-09-101573-5

작품의 설정 자료 등이 소개되어 있는 무크지. 책의 끝부분에는 나카모리 이토가 쓴 10살의 미라이가 과거의 나츠미와 만난다는 만화판의 뒷 이야기가 첫머리에 실려있다.
- 만화 『엄마는 초등학교 4학년 (1)』 나카모리 이토, 쇼가쿠칸, 1993년 8월, ISBN 4-09-135261-8
- 만화 『엄마는 초등학교 4학년 (2)』 나카모리 이토, 쇼가쿠칸, 1993년 10월, ISBN 4-09-135262-6

### 내용주
1. ↑  총감독인 이우치 슈지는 이에 대해 "신기하다. 어떻게 수상했는지 모르겠다."라며 시상식장에서 참석자들에게 "이 작품이 SF인 줄은 몰랐다. 타임 패러독스라든지 SF로서 깊게 생각하지 말고 나츠미와 미라이의 부모와 자식 간의 이야기로서 봐주시면 기쁘겠다."라고 말하였다. (DVD-BOX Vol.1의 북클릿에 있는 인터뷰 내용이다.)
2. ↑  자신의 작품 이외의 오프닝 그림 콘티를 토미노가 담당한 것은 본작 뿐이며, 오프닝에서 '나체'를 그린 것 또한 본작이 처음이다.